# Шварц, Дэвид Хейвуд
Дэвид Хейвуд Шварц (англ. David Heywood Swartz; род. 3 марта 1942, Чикаго, штат Иллинойс) — американский дипломат, первый посол США в Республике Беларусь (1992—1994).

## Биография
Дэвид Хейвуд Шварц родился 3 марта 1942 года в Чикаго. Окончил Колледж Саутуэстерн в 1964 году со степенью бакалавра, Университет штата Флорида в 1966 году со степенью магистра и Королевский военный колледж Канады в городе Кингстон в 1983 году.

### Карьера
Во время работы в Государственном департаменте Шварц занимал должности директора по персоналу Центра по снижению ядерных рисков (1988—1989), декана факультета иностранных языков в Институте зарубежной службы (1989—1991), старшего инспектора в Управлении Генерального инспектора (1991—1992).
1980—1982 годы — генеральный консул, главное должностное лицо в консульстве США в Цюрихе, Швейцария.
1983—1984 годы — генеральный консул в консульстве США в Калгари, Канада.
1984—1988 годы — заместитель главы дипмиссии в посольстве США в Польше.
В августе 1992 года Шварц был назначен на должность первого посла США в Республике Беларусь. Он занимал данную должность до января 1994 года, уйдя в отставку в знак протеста против ухаживания администрации Клинтона над минским режимом.

### Личная жизнь
Женат, имеет двоих детей. Проживает в городе Виенна, штат Виргиния. Говорит на английском, русском и украинском языках.